# Kupa e Shqipërisë 2008-2009
La Coppa d'Albania 2008-2009 è stata la 57ª edizione della competizione. Il torneo è cominciato il 24 settembre 2008 ed è terminato il 6 maggio 2009. La squadra vincitrice si qualifica per il secondo turno preliminare della UEFA Europa League 2009-2010. Il Flamurtari Vlorë ha vinto il trofeo per la terza volta.

## Primo turno preliminare
Le partite si sono giocate il 24 settembre 2008.
| Squadra 1      | Risultato | Squadra 2      |
| -------------- | --------- | -------------- |
| Northern Group |           |                |
| Erzeni         | 2–1       | Olimpik Tirana |
| Gramshi        | 3–1 (sup) | Çlirimi Fieri  |
| Albpetrol      | Ritiro    | Egnatia        |
| Iliria         | Ritiro    | Veleçiku       |
| Southern Group |           |                |
| Tomori         | 3–0       | Butrinti       |
| Tepelena       | 4–0       | Këlcyra        |
| Vlora          | 5–1       | Domozdova      |
| Memaliaj       | Ritiro    | Pojani Korçë   |

## Secondo turno preliminare
Le partite si sono giocate il 2 ottobre 2008.
| Squadra 1      | Risultato | Squadra 2       |
| -------------- | --------- | --------------- |
| Northern Group |           |                 |
| Erzeni         | 0–1       | Iliria          |
| Gramshi        | 1–2 (sup) | Albpetrol Patos |
| Southern Group |           |                 |
| Tomori         | 6–0       | Memaliaj        |
| Tepelena       | 2–0       | Vlora           |

## Sedicesimi di finale
Le partite di andata si sono giocate il 29 ottobre 2008, quelle di ritorno il 12 novembre.
| Squadra 1        | Totale | Squadra 2         | Andata | Ritorno |
| ---------------- | ------ | ----------------- | ------ | ------- |
| Albpetrol        | 0–1    | Dinamo Tirana     | 0–1    | /       |
| Iliria           | 0–6    | Besa Kavajë       | 0–2    | 0–4     |
| Gramozi          | 0–6    | Shkumbini         | 0–2    | 0–4     |
| Sopoti           | 1–8    | Vllaznia          | 0–4    | 1–4     |
| Pogradeci        | 0–3    | Teuta             | 0–1    | 0–2     |
| Dajti Kamëz      | 0–8    | Apolonia Fier     | 0–3    | 0–5     |
| Luftëtari        | 1–3    | Kastrioti         | 1–1    | 0–2     |
| Laçi             | 3–4    | Skënderbeu        | 2–1    | 1–3     |
| Tepelena         | 1–5    | Partizani Tirana  | 1–5    | /       |
| Tomori           | 1–8    | Elbasani          | 1–3    | 0–5     |
| Tërbuni Pukë     | 1–2    | Tirana            | 1–1    | 0–1     |
| Naftetari Kucove | 3–9    | Flamurtari Valona | 1–6    | 2–3     |
| Bilisht Sport    | 0–4    | Bylis Ballsh      | 0–1    | 0–3     |
| Turbina Cërrik   | 0–2    | Lushnja           | 0–0    | 0–2     |
| Skrapari         | 3–4    | Besëlidhja        | 2–2    | 1–2     |
| Ada              | 1–2    | Burreli           | 1–1    | 0–1     |

## Ottavi di finale
Le partite di andata si sono giocate il 3 dicembre 2008, quelle di ritorno il 17 dicembre.
| Squadra 1     | Totale | Squadra 2         | Andata | Ritorno |
| ------------- | ------ | ----------------- | ------ | ------- |
| Skënderbeu    | 1–4    | Dinamo Tirana     | 1–0    | 0–4     |
| Kastrioti     | 1–5    | Besa Kavajë       | 1–2    | 0–3     |
| Apolonia Fier | 0–2    | Shkumbini         | 0–0    | 0–2     |
| Teuta         | 2–3    | Vllaznia          | 1–0    | 1–3     |
| Burreli       | 0–6    | Partizani Tirana  | 0–1    | 0–5     |
| Besëlidhja    | 2–4    | Elbasani          | 2–2    | 0–2     |
| Lushnja       | 1–9    | Tirana            | 1–4    | 0–5     |
| Bylis Ballsh  | 2–3    | Flamurtari Valona | 1–1    | 1–2     |

## Quarti di finale
Le partite di andata si sono giocate il 25 febbraio 2009, quelle di ritorno il 11 marzo.
| Squadra 1 | Totale | Squadra 2     | Andata | Ritorno |
| --------- | ------ | ------------- | ------ | ------- |
| Vllaznia  | 3–21   | Dinamo Tirana | 1–2    | 2–01    |
| Shkumbini | 2–1    | Besa Kavajë   | 1–1    | 1–0     |
| Tirana    | 2–0    | Elbasani      | 0–0    | 2–0     |

1La Dinamo Tirana è stata squalificata perché Elis Baka aveva già giocato nella coppa in un'altra squadra.
Invece la partita Partizani Tirana - Flamurtari Vlorë fu giocata con una partita sola al Niko Dovana Stadium a Durazzo l'8 aprile 2009.
| Squadra 1        | Risultato | Squadra 2         |
| ---------------- | --------- | ----------------- |
| Partizani Tirana | 0–1       | Flamurtari Valona |

## Semifinali
Le partite di andata si sono giocate il 15 aprile 2009, quelle di ritorno il 29 aprile 2009.
| Squadra 1         | Totale | Squadra 2 | Andata | Ritorno   |
| ----------------- | ------ | --------- | ------ | --------- |
| Vllaznia          | 0–1    | Tirana    | 0–0    | 0–1 (sup) |
| Flamurtari Valona | 2–1    | Shkumbini | 1–0    | 1–1       |

## Finale
| Durazzo 6 maggio 2009, ore 16:00 UTC+1                              | Tirana    | 1 – 2                 | Flamurtari Vlorë | Niko Dovana Stadium |
| \| \| \| \| \| Dabulla 42’ \| Marcatori \| 65’ Mema 90+2’ Zeqiri \| |           |                       |                  |                     |
|                                                                     |           |                       |                  |                     |
| Dabulla 42’                                                         | Marcatori | 65’ Mema 90+2’ Zeqiri |                  |                     |